# Marcel Lussier
Pour les articles homonymes, voir Lussier.
Marcel Lussier (né le 30 juin 1944 à Saint-Damase, Québec) est un homme politique québécois. 

## Biographie
Il fut député à la Chambre des communes du Canada, représentant la circonscription québécoise de Brossard—La Prairie sous la bannière du Bloc québécois.
Il fut défait lors de l'élection générale du 14 octobre 2008. Bien qu'il ait été donné gagnant le soir de l'élection, un recomptage fait le 23 octobre 2008 conclut plutôt à la victoire de la candidate libérale par une différence de 69 voix. Tentant un retour en 2011, il fut à nouveau défait, mais cette fois par le néo-démocrate Hoang Mai.
L'ancien député revient dans l'actualité en 2022, alors que Loto-Québec annonce que M. Lussier a remporté un gros lot de plus de 70 millions $ à la loterie Lotto Max.